# Paludomus
Paludomus é um género de gastrópode  da família Thiaridae.
Este género contém as seguintes espécies:
- Paludomus ajanensis Morelet, 1860
- Paludomus andersoniana Nevill, 1877
- Paludomus blanfordiana Nevill, 1877
- Paludomus burmanica Nevill, 1877
- Paludomus conica Gray, 1834
- Paludomus dhuma Rao, 1925
- Paludomus globulosa (Gray in Reeve, 1847)
- Paludomus loricatus Reeve, 1847
- Paludomus nana Nevill, 1881
- Paludomus ornatus Benson, 1856
- Paludomus parvula Rao, 1929
- Paludomus pustulosa Annandale, 1925
- Paludomus regulata Benson, 1856
- Paludomus reticulata Blanford, 1870
- Paludomus stephanus Benson, 1836
- Paludomus sulcatus